# Fagerviks kyrka
Fagerviks kyrka är en kyrkobyggnad i Fagervik i Ingå kommun, Nyland. Kyrkan är i privat ägo och en del av Fagervik gård.

## Kyrkan
Fagerviks kyrka uppfördes under ledning av byggmästare Johan Friedrich Schulz år 1736-1737, på uppdrag av de dåvarande ägarna till Fagervik gård, kapten Johan Wilhelm Hising och grosshandlare Mikael Hising. Kyrkan ligger vid Bruksträskets strand, intill herrgårdsbyggnaden.
Kyrkan är en ockraröd träkyrka med klockstapel. Kyrkan stod klar 1737 och klockstapeln tillfördes 1766. Samma år byggdes också släkten Hisingers vitkalkade gravkapell i barockstil. År 1780 byggdes en mur kring kyrkan, i enlighet med nya bestämmelser.

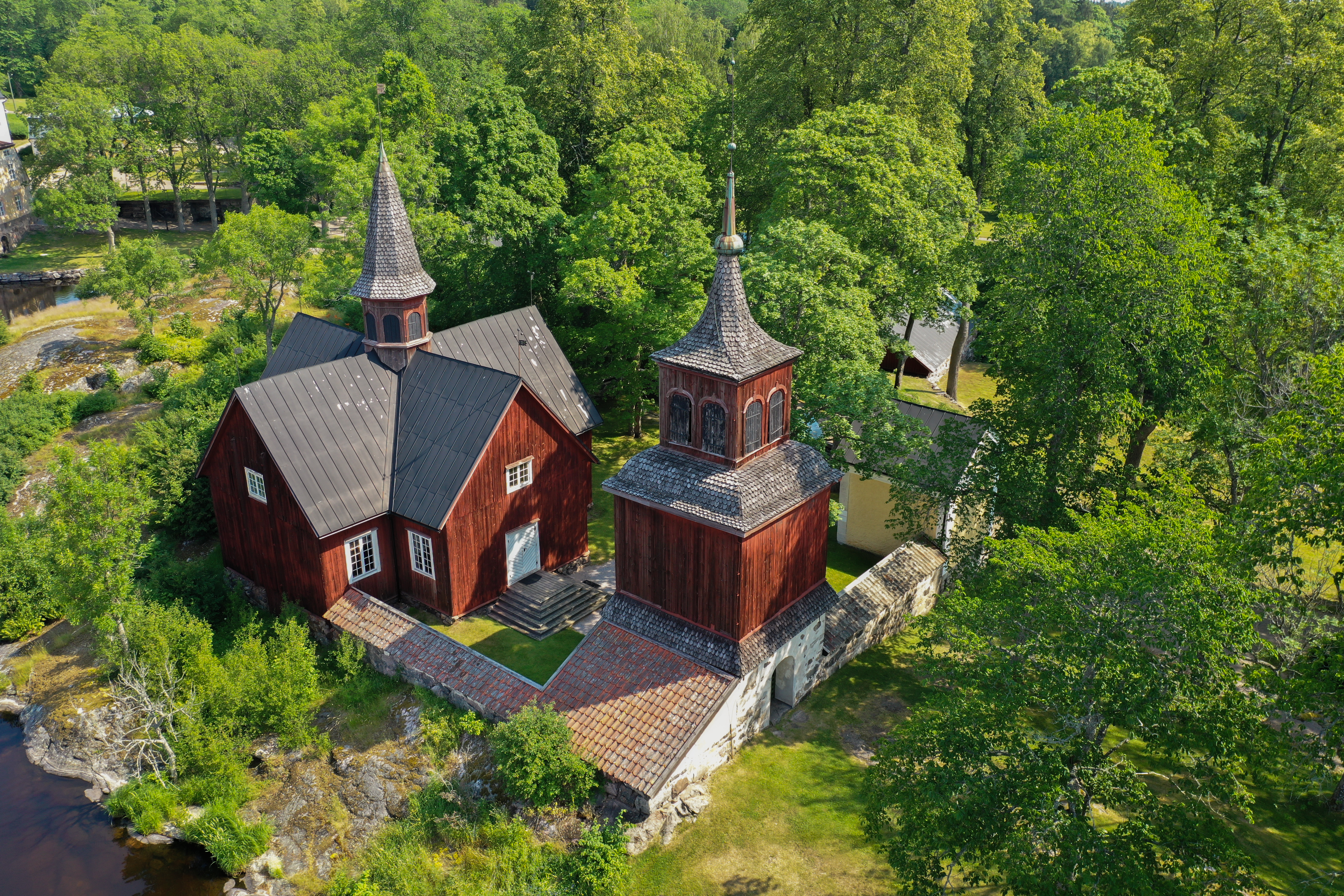
Fagerviks kyrka

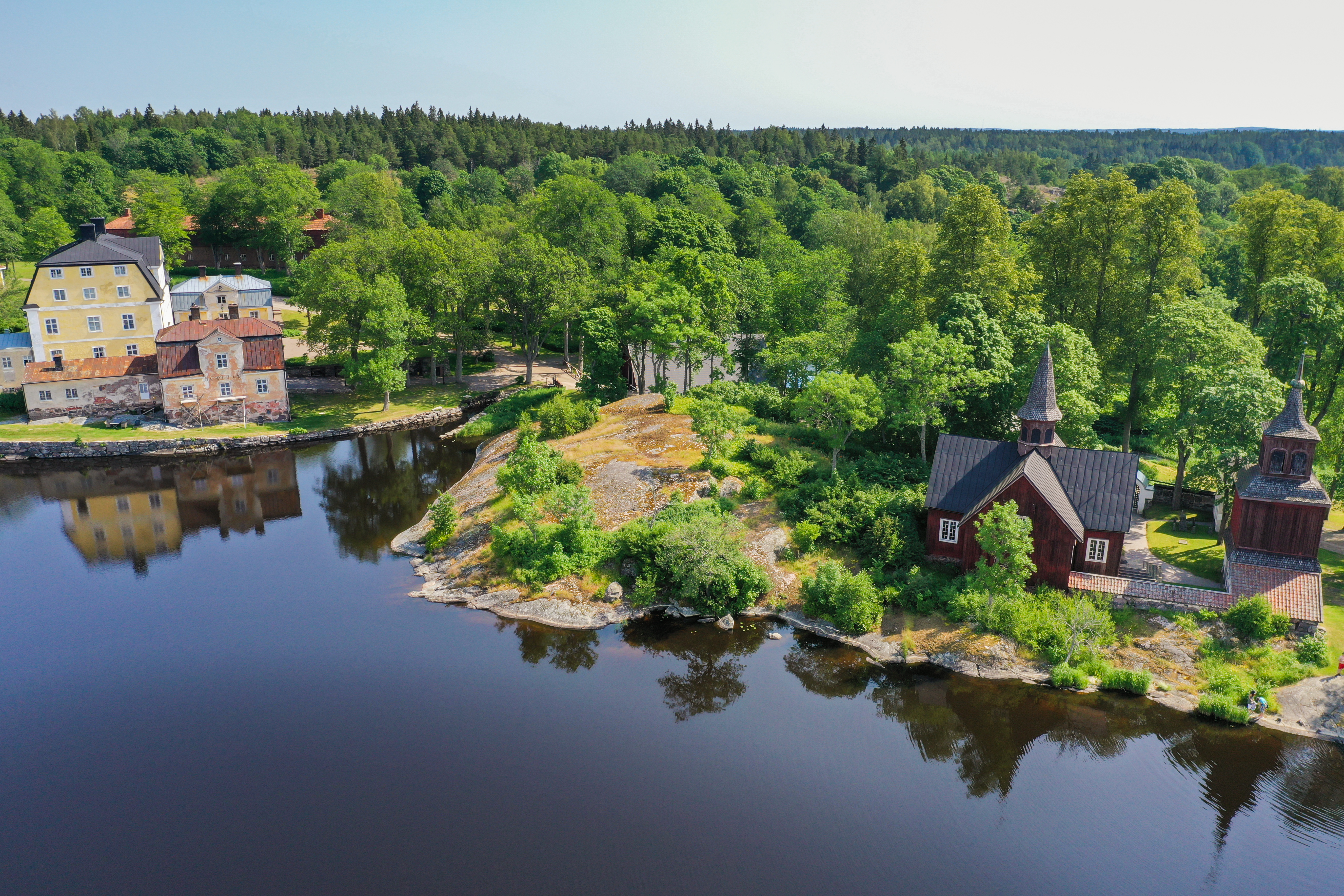
Fagerviks kyrka intill Fagervik gård till vänster.

Kyrkan har utgjort centrum av byn och har haft en viktig funktion, dels religiöst men också för bygemenskapen. Fagervik utgjorde en egen församling mellan år 1648 och 1870. Som mest hade församlingen omkring 400 medlemmar och en egen brukspräst. Brukspatronen stod för prästens lön fram till 1870, då Ingå församling tog över ansvaret.

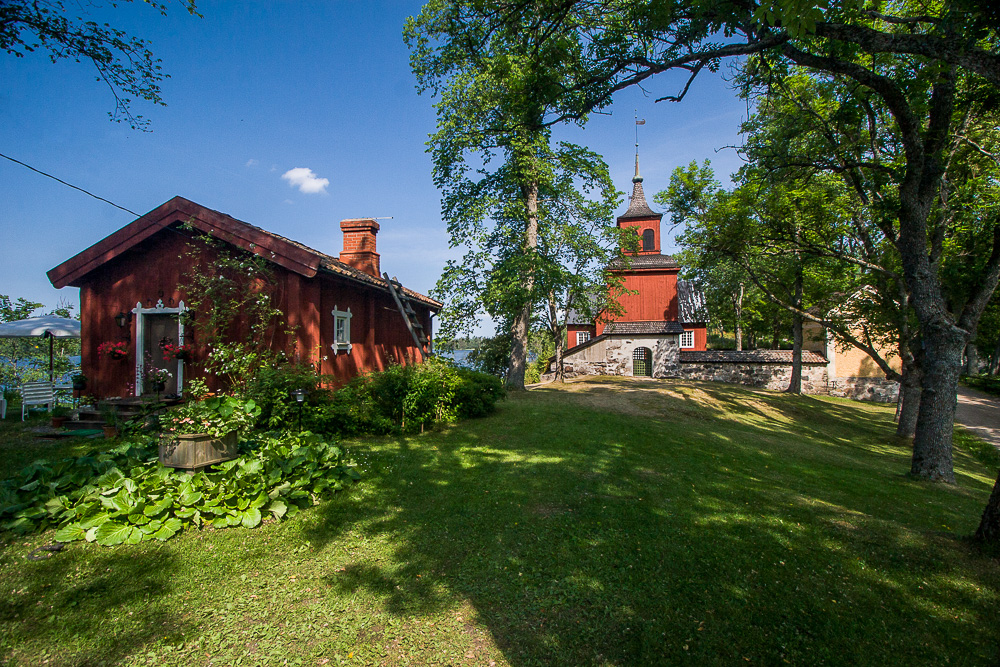
Fagerviks kyrka omges av grönområden och gamla stugor.

Fagerviks kyrka är en av de få privatägda kyrkorna i Finland. Det går att besöka kyrkan som en del av de guidade rundturerna på området och på sommaren hålls musikandakter och konserter som är öppna för allmänheten. Brukskyrkans inredning torde vara den ursprungliga. I kyrkan finns också många gamla föremål som visar brukets och ägarsläktens historia.

## Orgel
Kyrkans orgel är den äldsta i Finland som fortfarande är i bruk. Den byggdes i Stockholm år 1726 i den kände orgelmakaren Johan Niclas Cahmans verkstad av hans lärjunge Olof Hedlund. Den hämtades till Finland av Johan Hising och invigdes den 29 september 1763 av organist Carl Lenningh.

### Disposition
| Manual E-c³ (ursprungligen C/E-c³) |
| Gedacht 8'                         |
| Octava 4'                          |
| Qvinta 3' (2 2/3’)                 |
| Octava 2'                          |
| Scharf 3 chor                      |